# Distretto di Khadir
Il distretto di Khadir è un distretto dell'Afghanistan appartenente alla provincia del Daikondi. Viene stimata una popolazione di 23 541 abitanti (stima 2016-17).